# 王永和 (1956年)
王永和（1956年12月02日—），臺南人，臺灣電機工程學者，曾任國立成功大學工學院副院長、財團法人國家實驗研究院院長，現為國立成功大學電機系、微電子工程所特聘教授。

## 簡歷
王永和出身國立成功大學電機工程學系，於1978年獲得學士學位，1980年獲得碩士學位，1985年獲得博士學位，師承著名的臺灣半導體學者張俊彥教授。畢業後留校任教，1992年升任教授。其間曾於1989年至1991年赴美國貝爾實驗室深造，與杜立偉教授共同師承諾貝爾獎提名人卓以和教授。1996年起擔任系主任，1999年起兼任工學院副院長，2005年起兼任校友聯絡中心主任。
2007年至2012年，轉任財團法人國家實驗研究院副院長，其間並曾先後兼任國家太空中心代理主任（兩次）、國家奈米元件實驗室代理主任、科技政策研究與資訊中心代理主任、國家晶片系統設計中心代理主任、儀器科技研究中心代理主任等職務。
2016年10月，轉任國家實驗研究院第六任院長。2019年10月續任第七任院長，是該院史上唯一獲聘續任的院長。2020年5月31日卸任，歸建國立成功大學。
王永和的研究領域為半導體元件及物理、化合物半導體工程、微波積體電路設計與研製、光電元件及物理等，獲得國內外專利超過100件，學術期刊及會議論文超過400篇；被《馬奎斯世界名人錄》列為著名的電機工程師和教育家。

## 榮譽
- 1995年，中國工程師學會「優秀青年工程師獎」。

## 外部連結
- Prabook 個人頁面 （页面存档备份，存于）
- Research NCKU 個人頁面 （页面存档备份，存于）
- NCKU EE 個人頁面 （页面存档备份，存于）